# Khaled Aziz
Khaled Aziz Al-Thaker (en árabe: خالد عزيز‎; Riad, Arabia Saudita, 14 de julio de 1981) es un exfutbolista saudí que jugaba en la posición de centrocampista.

## Clubes
| Club                         | País           | Año       |
| ---------------------------- | -------------- | --------- |
| Al-Hilal Saudi Football Club | Arabia Saudita | 2002-2011 |
| Al-Shabab Club               | Arabia Saudita | 2011      |
| Al-Nassr Football Club       | Arabia Saudita | 2012      |